# 9494 Донічі
9494 Донічі  (9494 Donici) — астероїд головного поясу, відкритий 26 березня 1971 року.
Тіссеранів параметр щодо Юпітера — 3,664.